# Osięciny
Osięciny è un comune rurale polacco del distretto di Radziejów, nel voivodato della Cuiavia-Pomerania.
Ricopre una superficie di 122,99 km² e nel 2004 contava 8 146 abitanti.